# Гори, моя звезда
«Гори, моя звезда» — советский художественный фильм 1957 года по сценарию Евгения Оноприенко.
Киноповесть о жизни и работе шахтёров Донбасса.

## Сюжет
Талантливый мастер Андрей Панченко назначен руководителем крупной шахты. Он полон надежд и счастлив, ведь рядом с ним - его любимая, очаровательная и надёжная Тамара. Но не всё складывается у него на работе, а случайная встреча с подругой детства, бойкой и задиристой Нелькой, совсем вскружила ему голову. Горячее сердце молодого парня разрывается между любовью и долгом, и вскоре Андрей оказывается на серьёзном жизненном перепутье...
Фильм построен на материале жизни донецких шахтёров.

Основной конфликт состоит в том, что стремление передовых шахтёров и рабочих трудиться хорошо, производительно наталкивается на равнодушие одних, анархизм и «бузотёрство» других. В конце концов это противоречие разрешается. 

## В ролях
| Актёр               | Роль                                       |
| ------------------- | ------------------------------------------ |
| Пётр Омельченко     | мастер, руководитель шахты Андрей Панченко |
| Татьяна Конюхова    | шахтёр Неля Булатова                       |
| Игорь Жилин         | Костя Зинченко                             |
| Николай Боголюбов   | Денис Давидович отец Тамары и Иринки       |
| Иван Переверзев     | секретарь горкома Семён Васильевич         |
| Юрий Лавров         | и.о. начальника шахты Плавильщиков         |
| Елена Лицканович    | Тамара невеста Андрея Панченко             |
| Надежда Румянцева   | Иринка сестра Тамары                       |
| Маргарита Криницына | секретарь комсомольской организации Маша   |
| Александр Шворин    | Максим                                     |
| Юрий Белов          | шахтёр Аркадий                             |
| Геннадий Юхтин      | шахтёр Длинный                             |
| Александр Толстых   | шахтёр Петя                                |
| Лев Перфилов        | шахтёр, гармонист Сашка                    |
| Степан Шкурат       | старый шахтёр                              |
| С. Ивинский         | старый шахтёр                              |
| А. Кернер           | старый шахтёр                              |
| Николай Руденко     | шахтер 7-го участка                        |
| Борис Болдыревский  | шахтер 7-го участка Борис                  |
| Иван Бондарь        | шахтер 7-го участка                        |
| Степан Жаворонок    | шахтер 7-го участка                        |
| Евгений Кудряшёв    | шахтер 7-го участка                        |
| Иван Матвеев        | шахтер 7-го участка Коля                   |
| Леонтий Полохов     | шахтер 7-го участка                        |

### В эпизодах
| Актёр                    | Роль                                              |
| ------------------------ | ------------------------------------------------- |
| Тамара Подольская        |                                                   |
| Андрей Андриенко-Земсков | нарядчик                                          |
| Г. Чайка                 | жена шахтёра                                      |
| И. Бржезинский           |                                                   |
| Дмитрий Капка            | комендант                                         |
| Иван Маркевич            |                                                   |
| Евгений Моргунов         | шахтёр, дирижёр самодеятельного оркестра Крутиков |
| Евгений Оноприенко       |                                                   |
| Андрей Сова              | шахтёр                                            |
| А. Сошинский             |                                                   |
| Сергей Филимонов         |                                                   |

## Съёмочная группа
- Сценарий — Евгений Оноприенко
- Постановка — Анатолий Слесаренко
- Оператор — Александр Пищиков
- Художники — Виктор Мигулько, Олег Степаненко
- Режиссёр — И. Ветров
- Композитор — Игорь Шамо
- Звукооператор — Николай Медведев
- Редактор — Р. Король
- Консультант — М. Архангельский
- Костюмы — А. Петрова
- Грим — Е. Парфенюк
- Монтаж — Н. Горбенко
- Комбинированные съёмки:
  - Оператор — А. Пастухов
  - Художник — В. Дубровской
- Оркестр Украинского радио
  - Дирижёры — Константин Симеонов, Пётр Поляков
- Директор картины — Семен Бабанов
- 2-й директор — Н. Юрьева

## Критика
Фильм был достаточно подробно рассмотрен в журнале «Искусство кино». Кинокритик А. Ромицин отметил: «В отличие от «Девушки с маяка» и «Далёкого и близкого», в картине «Гори, моя звезда» шире использованы кинематографические изобразительные средства. Но в ней есть свои недостатки».
Отдавая должное значению темы о жизни шахтёров и намерению авторов фильма показать их жизнь, он выделял ряд слабостей картины. Критик утверждал, что «заметно, что кинематографическая культур не освоена А. Слесаренко с достаточной глубиной, изобразительные возможности кино не подчинены продуманным художественным задачам».

Характеры Андрея, Нельки, так же как отношения, складывающиеся между ними, А. Слесаренко стремился показать в преувеличенно острой манере <...> Нелька, узнав, что у Андрея есть невеста, ведёт себя во многом эксцентрически. На первый взгляд, возможно, покажется, что тут — психологическая сложность: авторы проникли в «закоулки» смятённых чувств своенравных влюблённых. Но, говоря откровенно, всё это не более как игра... <...> Ни сценарист, ни режиссёр не пытались даже показать чувство героев в известном движении, в развитии...

По мнению критика, «многие персонажи фильма традиционны», имея в виду Костю и его друзей Аркадия и Длинного, которые «кажутся давно знакомыми людьми, встречавшимися нам не один раз». «Ведь почти во всех фильмах, где только речь шла о забубённых головушках и добрых молодцах с синяками под очами, — писал он, — мы видели подобных «героев».

Громоздкий, неустроенный Балун вместе с меланхоличным лентяем Ваней Курским [из фильма «Большая жизнь»] служат прообразами Кости, Аркадия и их окружения. Разница состоит, может быть, лишь в том, что в Балуне больше натуральных шахтёрских черт, тогда как в Косте чувствуется не столько современный рабочий, сколько избалованный маменькин сынок.  

Авторам фильма был сделан упрёк в необоснованной попытке изображения жизни без прикрас, в то время как «мелкие факты бескультурья не должны заслонять подлинного содержания нашей [советской] жизни».